# Кіши-Байсерке
Кіши́-Байсе́рке (каз. Кіші Байсерке) — село у складі Талгарського району Алматинської області Казахстану. Входить до складу Гульдалинського сільського округу.
До 1999 року село називалось Свердлово.
Населення — 1927 осіб (2021; 1130 у 2009, 816 у 1999, 693 у 1989).